# Grillenwanze
Die Grillenwanze (Geocoris grylloides) ist eine Art der Wanzen und paläarktisch verbreitet. Der Trivialname bezieht sich auf das ähnliche Aussehen mit Grillen (Gryllidae).

## Merkmale
Die Art wird 4–5 mm lang. Der Körperbau ist gedrungen, die Grundfarbe des Körpers schwarz, mit hellen Umrandungen der verknüpften Flügeldecken und des Halsschilds. Die relativ großen, schwarzrötlichen Augen sitzen seitlich am Kopf. Durch die kurzen Vorderflügel lässt sich die Art von verwandten Arten unterscheiden. 

## Verbreitung und Lebensraum
Die Art ist im gemäßigten Europa sowie in Mittel- bis Nordasien verbreitet. Sie fehlt im Süden auf der Iberischen Halbinsel und auf dem Balkan sowie in Großbritannien und den nördlichen Teilen Skandinaviens. Die meisten Nachweise stammen dabei aus Mitteleuropa und dem südlichen Nordeuropa. Nach anderen Angaben ist sie auch in Spanien, auf dem Balkan, in Teilen des Nahen Ostens und Kaukasus bis nach China und in die Mongolei verbreitet. Die Verbreitungsangabe Spanien ist vermutlich aber auf die Vorkommen in den Pyrenäen zurückzuführen.
Lebensraum der Art sind sandige Böden, in Heidegebieten, auf Brachflächen, Magerrasen, an Straßenrändern und Sanddünen der Küste. Sie liebt sonnige und warme Stellen, an denen sie sich im Gras und Laub aufhält.

## Lebensweise
Die vollentwickelten Grillenwanzen überwintern in der Bodenstreu. Im Laufe eines Sommers kann sich eine Generation bis zum Vollkerf entwickeln. Larven und Imagines saugen den Saft verschiedener Wildgräser. Auch im Verhalten ahmt die Art Grillen nach.

## Taxonomie
Das Basionym der Art lautet Cimex grylloides, ein weiteres Synonym lautet Ophthalmicus grylloides (Linnaeus, 1761). Früher wurde die Art zu den Bodenwanzen gezählt, heute wird sie in die Familie Geocoridae eingeordnet.